# Bargello

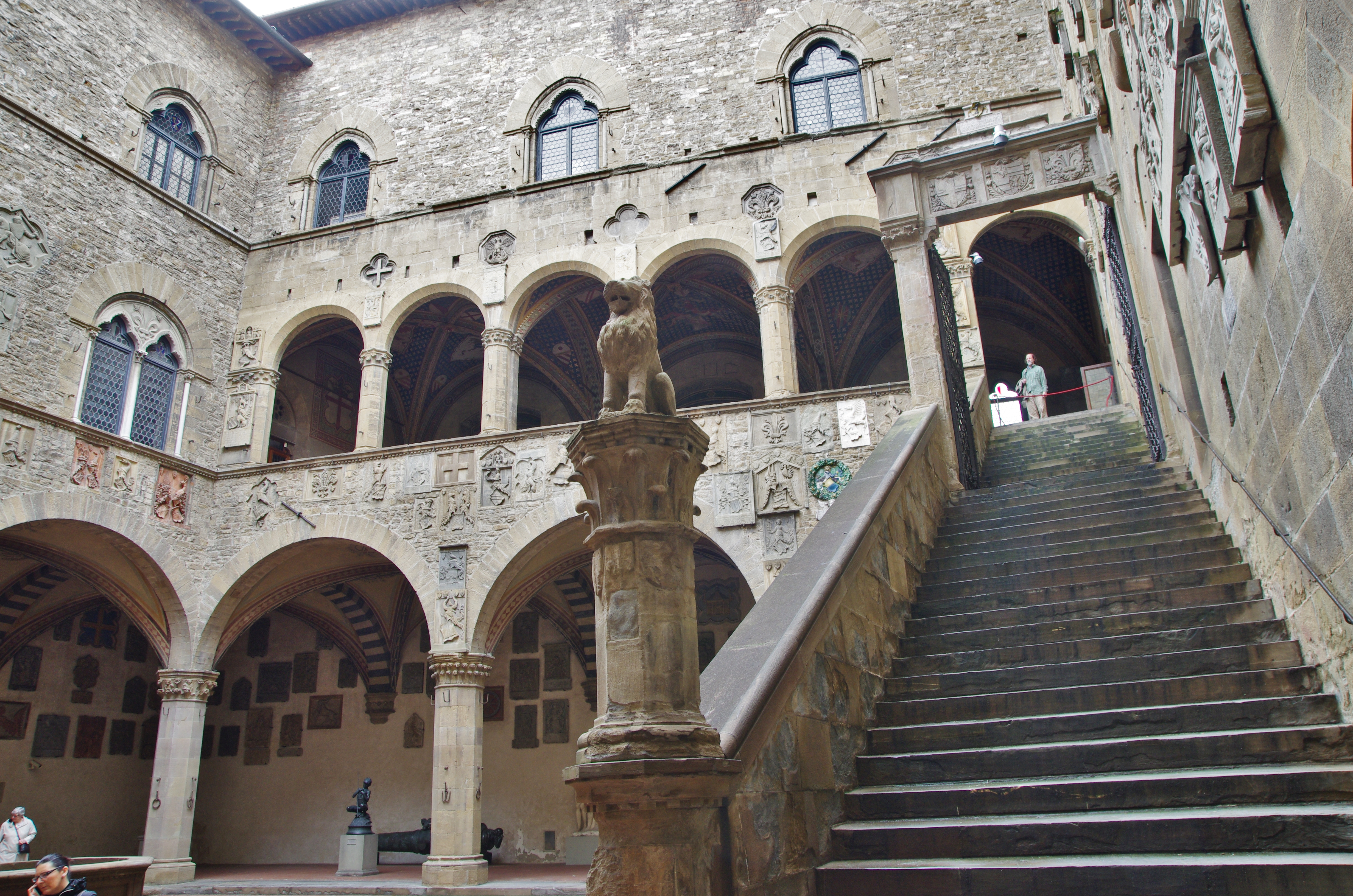
Escalinata del patio interior del palacio

El Bargello o Museo nacional del Bargello (en italiano: Museo nazionale del Bargello) es uno de los centros culturales más destacados de la ciudad de Florencia. Su colección de escultura renacentista está considerada entre las más notables del mundo: incluye obras maestras de Miguel Ángel, Donatello, Ghiberti, Benvenuto Cellini, Juan de Bolonia, Ammannati y otros escultores importantes, así como una gran colección de artes aplicadas, organizada principalmente por el tipo de objetos. El museo se encuentra en el Palacio Bargello, que también es conocido como Palazzo del Popolo.

## Historia
El Palacio Bargello se construyó en 1255 para albergar el Consistorio de Florencia (Italia) o Pallazzo del Podestà. Posteriormente funcionó como prisión (de hecho, hasta 1786 se celebraron ejecuciones en su patio). Desde 1865 es sede de un museo nacional (Museo Nazionale del Bargello) dedicado principalmente a la escultura. 

## Colecciones
Entre las obras maestras expuestas en el Bargello, figuran:
- Baco con un sátiro, de Miguel Ángel.
- Apolo, de Miguel Ángel.
- David, de Donatello.
- David, de Verrocchio.
- Tabernáculo de San Jorge, de Donatello.
- Baco, de Jacopo Sansovino.
- La Arquitectura, de Giambologna.
- Mercurio, de Giambologna.

## Galería de imágenes
|  |  |  |  |  |  |  |